# Neurobiotaxis
Neurobiotaxis is de theorie dat zenuwcellichamen of hun axonen naar het gebied toe kunnen groeien van waaruit ze de meeste prikkels ontvangen.
De uitvinder van deze theorie was de Nederlander Cornelius Ubbo Ariëns Kappers in 1921. Het begrip van neurobiotaxis heeft bijgedragen aan onder meer het onderzoek naar de evolutie van de hersenen.